# Трамоле
Трамоле (фр. Tramolé) — коммуна во Франции, находится в регионе Рона — Альпы. Департамент коммуны — Изер. Входит в состав кантона Л’Иль-д’Або. Округ коммуны — Вьенн.
Код INSEE коммуны — 38512. Население коммуны на 2012 год составляло 542 человека. Населённый пункт находится на высоте от 394  до 538  метров над уровнем моря. Муниципалитет расположен на расстоянии около 440 км юго-восточнее Парижа, 45 км юго-восточнее Лиона, 55 км северо-западнее Гренобля. Мэр коммуны — Jean-Michel Drevet, мандат действует на протяжении 2014—2020 годов.
Динамика населения (INSEE):